# Kafar Kanna
Kafar Kanna (en árabe: كفر كنا‎, Kafr Kanā; en hebreo: כַּפְר כַּנָּא‎) es una ciudad árabe-israelí en Galilea, en el Distrito Norte de Israel. Tradicionalmente está asociada con el pueblo que el Nuevo Testamento llama Caná de Galilea, donde Jesús convirtió el agua en vino. En 2019 su población era 22,751.[1]  En ella viven musulmanes y cristianos de denominaciones diferentes. 
Kafar Kanna se menciona en una estela de mármol del s. IX. Bajo el gobierno de los cruzados (siglos XII-XIII fue un caserío. Durante el gobierno de los mamelucos, para el año 1300 Kafar Kanna se había convertido en un pueblo grande. Durante el período Otomano, en el siglo XVI, floreció como una de las poblaciones más grandes en Palestina, y era una de las dos ciudades de mercado del Safed Sanjak. En esta época su población era mayoritariamente musulmana, con una minoría judía significativa. Para el siglo XIX, su población era prácticamente por igual musulmana y cristiana, proporción que se mantuvo durante el Mandato Británico (1917-1948). Desde entonces 1948,  es parte del Estado de Israel. En el testamento de María, la nombra como lugar de nacimiento de María.

## Historia

### Periodo antiguo
Las excavaciones arqueológicas llevadas a cabo por la Autoridad de Antigüedades del Israel registraron datos del período Neolítico en adelante. Hay evidencias de una población en la Edad del Bronce Antiguo cerca de la fuente de Kanna (Ain Kanna). Hay también restos de un gran muro, lo cual indicaría que el poblado estaba fortificado.

### Periodo clásico
En el s. I d. C. Kafar Kanna era un pueblo judío. Flavio Josefo menciona varias veces un pueblo llamado Caná en su Vida, aunque no está claro si se refiere al actual Kafar Kanna.
En las afueras de la ciudad está la tumba del sabio judío, rabino Simeón ben Gamliel, cabeza del Sanhedrin hacia el año 50 d. C. Su tumba sigue siendo un lugar de peregrinación a lo largo de los siglos.

### Edad Media
A principios del siglo IX, bajo el dominio del califato abasí, Abu Salih Khayr al-Khadim, un eunuco del califa al-Mu'tazz b'illah, dejó todas sus propiedades en Kafr Kanna y en Kafr Tabaria (actualmente Kfar Tavor) a un waqf como dotación religiosa. Aunque se supone que las dotaciones son eternas, al parecer terminaron con la conquista de los cruzados en 1099.
El viajero persa Nasir-i-Khusraw Kfar Kanna en 1047 y describió el lugar en su diario:

Al sur hay una colina, en cuya cumbre han construido un bello monasterio. Tiene un fuerte portón, y dentro se exhibe la tumba del profeta Yunis (Jonás) (...). Cerca del portón del monasterio hay un pozo, y el agua es dulce y buena (...) Acre está a 4 leguas.

Durante el tiempo de los cruzados, el viajero persa Ali de Herat escribió que uno podría ver la tumba del profeta Jonás y de su hijo en Kafr Kanna. El geógrafo sirio Yaqut al-Hamawi, por su parte, asigna dicha tumba al padre de Jonas, no al profeta mismo. Los cruzados llamaban al lugar Casale Robert. En agosto de 1254 Julian de Sidon lo vendió a los Caballeros Hospitalarios.
Alrededor del año 1300, durante el gobierno de los mamelucos, Kafar Kanna es descrito como un pueblo grande, en el cual vivían los jefes de varias tribus. Según el cronista al-Dimashqi, el distrito al-Batuf pertenecía a Kafar Kanna. Al-Dimashqi dice también que las aguas de los cerros circundantes habían indunando el área, pero que apenas se secó la tierra, se pudo cosechar el grano.

### Imperio Otomano

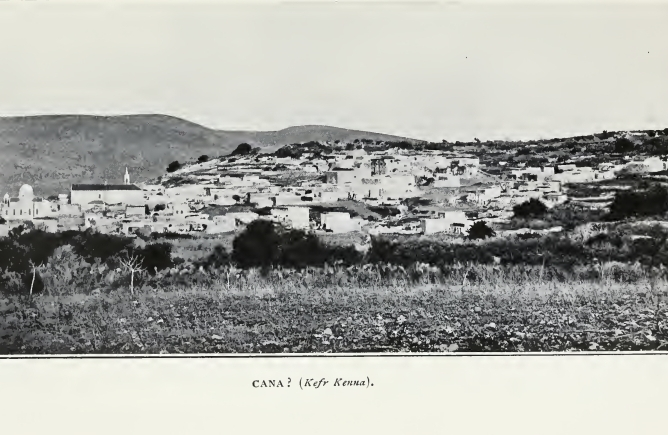
Kfar Kanna, 1903

Bajo el Imperio otomano, a partir del siglo XVI el pueblo floreció, ya que se encontraba en la ruta comercial occidental entre Egipto y Siria. Se aplicaron altos impuestos de diferentes tipos en el mercado. Entre otras cosas Kafr Kanna comerciaba internacionalmente con telas producidas en Galilea. También se gravaron con impuestos los baños públicos y los hornos. En 1533, los funcionarios otomanos registraron la población en 147 familias, y en 1596 (o más bien en 1548) el número se elevaba a 475 contribuyentes musulmanes (426 familias y 49 individuos) y 96 contribuyentes judíos (95 familias y 1 individuos), por lo que era la sexta localidad más poblada de Palestina en ese momento. Los aldeanos pagaban una tasa impositiva fija del 25% sobre los productos agrícolas, incluidos el trigo, la cebada, los olivos, los árboles frutales, el algodón, las cabras y las colmenas, además de ingresos ocasionales y un peaje de mercado; un total de 56.303 Akçe. En ese momento, Kafr Kanna era uno de los pocos pueblos comerciales en el distrito de Safed y el segundo más grande después de la ciudad de Safed. Aparte de la capital del distrito, Kafr Kanna era la única que tenía una casa de baños públicos.
Un mapa de la invasión de Napoleón de 1799 por Pierre Jacotin mostraba el lugar, llamado Caná, y el libroThe Holy Land, Syria, Idumea, Arabia, Egypt, and Nubia de David Roberts ilustra la ciudad mediante dos litografías separadas. Edward Robinson escribió en su libro Biblical Researches in Palestine de 1841: "Los frailes de la actualidad, y todos los viajeros recientes, encuentran la Caná del Nuevo Testamento, donde Jesús convirtió el agua en vino, en Kefr Kenna". Sin embargo, Robinson argumentaba que la ubicación de Caná había que ponerla en las ruinas conocidas como Kana el Jalil, que en árabe significa Cana de Galilea. En Survey of Western Palestine (SWP), publicada en 1881 por el Fondo para la Exploración de Palestina, se describe Kafr Kanna como un pueblo construido en piedra, con 200 cristianos y 200 musulmanes. Una listado de la población de alrededor de 1887 decía que Kafr Kanna tenía alrededor de 830 habitantes; "la mayor parte cristianos".

### Mandato británico

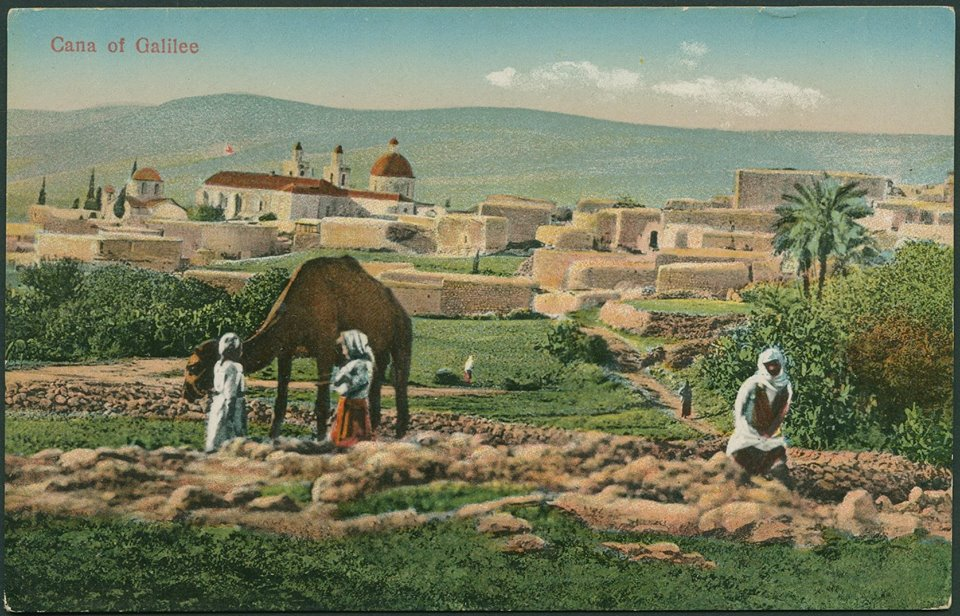
Postal de Kafar Kanna por Karimeh Abbud, c. 1925

En el censo de Palestina de 1922 realizado por las autoridades del Mandato Británico, Kafr Kanna tenía una población total de 1.175 personas: 672 musulmanes y 503 cristianos. De los cristianos, 264 eran ortodoxos griegos, 82 católicos latinos, 137 melquitas (católicos orientales) y 20 anglicanos. La población aumentaría a 1.378 en el censo de 1931: 896 musulmanes y 482 cristianos, en un total de 266 casas.
En las estadísticas de 1945, la población era de 1.930 personas; 1.320 musulmanes y 610 cristianos, mientras que la superficie total era de 19.455 dunams, según un estudio oficial de población y suelo.

### Israel
Durante la guerra árabe-israelí de 1948, Kafr Kanna fue tomada por unidades de la Séptima Brigada de Israel en la segunda mitad de la Operación Dekel (del 15 al 18 de julio de 1948). El 22 de julio de 1948, los dos sacerdotes, Giuseppe Leombruni (católico) y Prochoros (ortodoxo griego), juntamente con el alcalde, que era cristiano, entregaron pacíficamente Kafr Kanna a las tropas de Haganá, asegurando que la población podría permanecer en el pueblo. Kafr Kanna permaneció bajo la ley marcial hasta 1966.

## Importancia religiosa

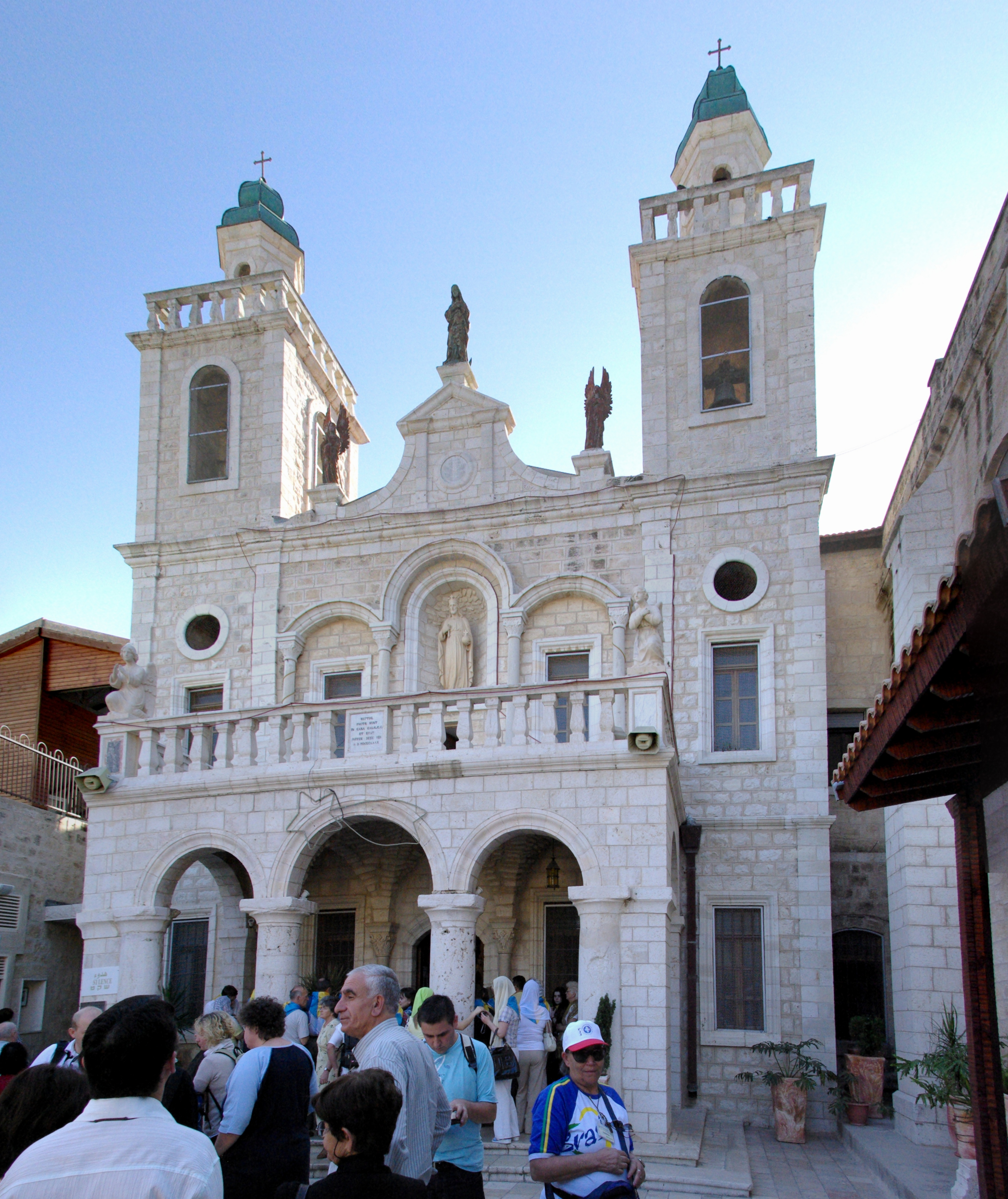
Iglesia católica de las Bodas de Caná en Kafar Kanna.

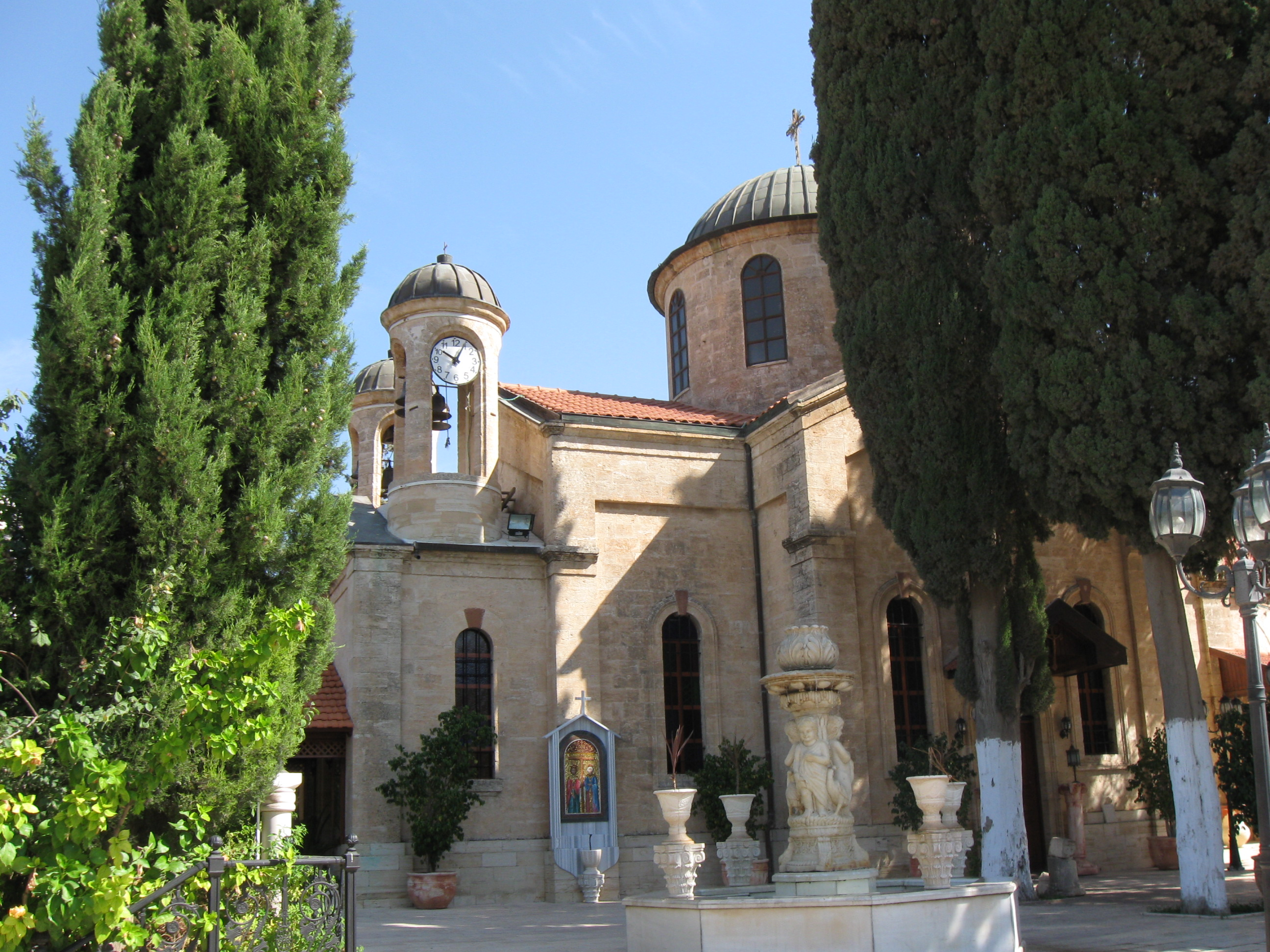
Iglesia ortodoxa de San Jorge en Kafar Kanna.

Los cristianos identifican la ciudad como la ciudad de Caná de Galilea, donde Jesús realizó un milagro en el contexto de una boda (Jn 2, 1-12). Según la Enciclopedia Católica de 1914, la identificación de Kafar Kanna con Caná de Galilea se remonta al menos al siglo VIII. No obstante, en años más recientes los estudiosos han puesto en duda esta identificación ante el hecho de que por lo menos en el siglo XII los peregrinos que buscaban Caná de Galilea visitaban Khirbet Kana, un lugar a unos 9 km al norte de Kafar Kanna.
Caná de Galilea se menciona también en Juan 21, 2 como la ciudad natal natal de Natanael (a quien la tradición cristiana identifica con el apóstol san Bartolomé).
Las iglesias principales en Kafar Kanna son la iglesia de las Bodas de Caná, la iglesia ortodoxa griega de San Jorge y la iglesia Bautista. También hay una capilla católica dedicada a san Bartolomé Apóstol.

## Demografía
En 2006,  había 18.000 residentes, La población creció a 20.832 en el censo de 2014.[1] En 2014, los cristianos forman aproximadamente 11% de la población.

## Arqueología
En 2001 se encontraron restos de un horno de cerámica del s. IV a. C.